# Station Long Preston
Long Preston is een spoorwegstation van National Rail in Long Preston, Craven in Engeland. Het station is eigendom van Network Rail en wordt beheerd door Northern Rail. 